# Football Club Pro Vercelli 1892
El Football Club Pro Vercelli 1892 es un club de fútbol de Italia, con sede en Vercelli, en Piamonte. Fue fundado en 1903 y refundado en varias oportunidades. Compite en la Serie C, tercera categoría del fútbol italiano.
Entre los años 1908 y 1922 logró ganar siete campeonatos de Italia. El equipo es conocido con el sobrenombre de Leoni (Leones).

## Historia

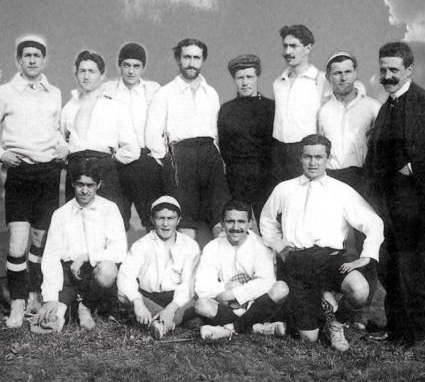
Pro Vercelli en 1908.

En 1892 nació la Società Ginnastica Pro Vercelli, fundada por Domenico Luppi. La sociedad creó su sección de fútbol en 1903, y su primer partido fue frente al Forza e Constanza de la ciudad de Novara el 3 de agosto de ese mismo año. En 1907 la Vercelli ganó su campeonato y accedió a la Liga Nacional, ganando el año siguiente su primer scudetto imponiéndose al U.S. Milanese y al Andrea Doria de Génova. El año siguiente, 1909, revalidó el título de campeón. Sin embargo el año 1910, no pudo ganar el campeonato; perdió la final contra el Inter de Milán al alinear a su equipo de juveniles a raíz de un desacuerdo con la Federación italiana, entonces F.I.G.C. La pérdida de ese campeonato no estropeó la racha de la Vercelli que acabó imponiéndose en los tres campeonatos siguientes, 1910/11, 1911/12 y 1912/13. Fueron los años dorados del club, en el que llegó a aportar nueve jugadores a la selección de fútbol de Italia. Debido a su gran popularidad la Pro Vercelli fue invitado a Brasil para realizar una serie de amistosos.

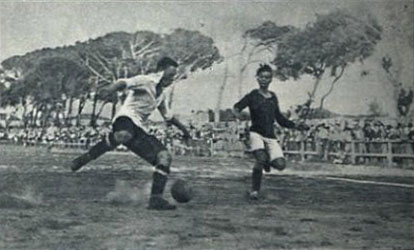
Pro Vercelli vs Bolonia, final del torneo de Norte de Italia, 17 de julio de 1921.

La Pro Vercelli tuvo que esperar a que terminara la Primera Guerra Mundial para ganar su siguiente campeonato, que obtuvo en la temporada 1920/21. En la temporada siguiente, la 1921/22, se creó un nuevo campeonato, el C.C.I., del que la Pro Vercelli también fue campeón. A partir de 1922 la Pro Vercelli se vio afectado por el crecimiento de los equipos de Milán y Turín y comenzó a perder jugadores debido a la propagación del profesionalismo.
En el campeonato de Serie A de 1929 el equipo finaliza en el quinto puesto. Durante la década del 30 se empiezan a explotar las juveniles, en donde surge como gran promesa nada más y nada menos que Silvio Piola. Sin embargo luego de cinco temporadas en el club, la SS Lazio sería quien se apoderaría de este talentoso jugador bajo presión del Régimen Fascista.

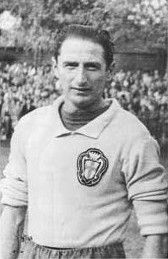
Silvio Piola con la camiseta de la Pro Vercelli (hacia 1930).

Ya sin su gran goleador la Pro Vercelli había perdido su lustre y su gran juego, debido a esto en el campeonato de 1934-1935 el equipo de Piamonte descendería a la Serie B y a partir de este año, nunca más volvería a jugar en Serie A.
En las últimas fechas del campeonato de 1936-1937 la Pro Vercelli se encontraba involucrado en la lucha por no descender, de la cual logró evitarlo. Luego de temporadas en mitad de tabla, el equipo finaliza último en el campeonato de 1940-1941, descendiendo a la antigua Serie C.
La Pro Vercelli se vio introducido en una división basada en tres grupos en la que los ascensos eran muy duros de lograr, luego de las buenas campañas realizadas en 1945-1946 y 1946-1947 el equipo desciende a la Serie D tras perder un play-off contra Luino en la temporada 1951-1952. Ya en el campeonato de 1956-1957 logra nuevamente retornar a la Serie C hasta la temporada 1961-1962.
Luego de varios años en Serie D logra el ascenso en la temporada 1970-1971 a la Serie C. Después de la división entre Serie C1 y Serie C2 la Pro Vercelli descendería de la Serie C1 a la Serie C2 en el campeonato de 1977-1978.
Allí permanecería hasta el campeonato de 1989-1990, cuando el club entra en una crisis económica y no puede pagar sus deudas. En 1990 el equipo pasó a jugar dentro de campeonatos regionales hasta que en 1991 volvería a ser promocionado a jugar nuevamente en la Serie D. En la temporada 1993-1994 la Pro Vercelli logra el ascenso a la Serie C2.
En la temporada 2011-2012 logra el ascenso a la Serie B después de 64 años, al derrotar al Carpi con un global de 3-1. En ese año la Vercelli no logra mantener la categoría y vuelve a descender a tercera división, para nuevamente en la temporada 2013/2014 lograr el ascenso a Serie B luego de vencer en los Play-Offs habiendo sido segundo en el campeonato. Para la temporada 2014/2015 el club logra mantener la categoría en las últimas fechas mediante triunfos en campo propio.

## Estadio

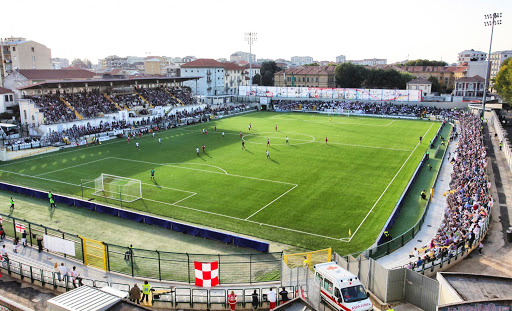
Estadio Silvio Piola.

El Estadio Silvio Piola cuenta con capacidad para 5.500 personas y sus dimensiones son de 105 x 68,5 metros.
fue inaugurado en 1932 bajo el nombre de Leónidas Robbiano quien fue un gran pionero de la Fuerza Aeronáutica.
En 1998 el estadio pasaría a llamarse Silvio Piola, en honor al histórico delantero que jugó para el club durante los años 1929 hasta 1934, jugando 127 partidos y convirtiendo 51 goles.
En si el estadio contaba con una capacidad para 12.000 espectadores en el que a lo largo del tiempo se redujo a 8.000. En el año 2007 una fuerte tormenta eléctrica produjo que la mayor parte de la pared de la escalera se derrumbe, esta fue reparada durante la temporada 2007-2008.

## Palmarés

### Torneos nacionales
| Competiciones nacionales         | Títulos                                                        | Subcampeonatos |
| -------------------------------- | -------------------------------------------------------------- | -------------- |
| Primera División de Italia (7/1) | 1908, 1909, 1910-11, 1911-12, 1912-13, 1920-21, 1921-22 (CCI). | 1909-10.       |
|                                  |                                                                |                |
| Seconda Categoria (1/0)          | 1907.                                                          |                |
| Lega Pro Prima Divisione (0/1)   |                                                                | 2013-14.       |

### Torneos interregionales
- IV Serie (2): 1954-55 (Grupo A), 1956-57 (Grupo A)
- Serie D (1): 1970-71 (Grupo A)
- Campionato Interregionale (1): 1983-84 (Grupo A)
- Campionato Nazionale Dilettanti (1): 1993-94 (Grupo A)